# Suat Kaya
Suat Kaya (ur. 26 sierpnia 1967 w Stambule) – turecki piłkarz grający na pozycji defensywnego pomocnika.

## Kariera klubowa
Suat pochodzi ze Stambułu. Karierę zawodniczą rozpoczął w jednym z tamtejszych klubów, Galatasaray SK. W sezonie 1986/1987 zadebiutował w jego barwach tureckiej lidze, ale nie zdołał wywalczyć miejsca w podstawowym składzie i latem 1987 odszedł do Konyasporu. W klubie tym spędził pięć sezonów i grał w wyjściowym składzie, jednak nie odniósł większych sukcesów w lidze. W 1992 roku ponownie został graczem Galatasaray. W 1993 roku po raz pierwszy w karierze został mistrzem Turcji oraz zdobył swój pierwszy Puchar Turcji. Z Galatasaray wystąpił w Lidze Mistrzów, a w 1994 roku obronił z nim tytuł mistrzowski. W 1996 roku ponownie zdobył puchar, a w 1997 mistrzostwo. Ten drugi sukces osiągnął jeszcze trzykrotnie z rzędu w kolejnych trzech latach oraz po raz siódmy w 2002 roku. Z kolei w latach 1999–2000 dwukrotnie zdobywał krajowy puchar. Z kolei w sezonie 1999/2000 Suat dotarł z „Cim Bom” do finału Pucharu UEFA. W nim Kaya zagrał przez 94 minuty i miał swój udział wywalczeniu tego pucharu - Galatasaray pokonał w serii rzutów karnych angielski Arsenal F.C. Po sezonie 2002/2003 Suat zakończył piłkarską karierę. Liczył sobie wówczas 36 lat.
| Sezon   | Klub           | Kraj   | Rozgrywki | Mecze | Bramki |
| ------- | -------------- | ------ | --------- | ----- | ------ |
| 1986/87 | Galatasaray SK | Turcja | Süper Lig | ?     | ?      |
| 1987/88 | Konyaspor      | Turcja | Süper Lig | ?     | ?      |
| 1988/89 | Konyaspor      | Turcja | Süper Lig | ?     | ?      |
| 1989/90 | Konyaspor      | Turcja | Süper Lig | ?     | ?      |
| 1990/91 | Konyaspor      | Turcja | Süper Lig | 28    | 3      |
| 1991/92 | Konyaspor      | Turcja | Süper Lig | 28    | 7      |
| 1992/93 | Galatasaray SK | Turcja | Süper Lig | 8     | 0      |
| 1993/94 | Galatasaray SK | Turcja | Süper Lig | 28    | 8      |
| 1994/95 | Galatasaray SK | Turcja | Süper Lig | 26    | 8      |
| 1995/96 | Galatasaray SK | Turcja | Süper Lig | 28    | 5      |
| 1996/97 | Galatasaray SK | Turcja | Süper Lig | 23    | 2      |
| 1997/98 | Galatasaray SK | Turcja | Süper Lig | 23    | 2      |
| 1998/99 | Galatasaray SK | Turcja | Süper Lig | 23    | 2      |
| 1999/00 | Galatasaray SK | Turcja | Süper Lig | 28    | 1      |
| 2000/01 | Galatasaray SK | Turcja | Süper Lig | 25    | 1      |
| 2001/02 | Galatasaray SK | Turcja | Süper Lig | 19    | 1      |
| 2002/03 | Galatasaray SK | Turcja | Süper Lig | 10    | 1      |

## Kariera reprezentacyjna
W reprezentacji Turcji Suat zadebiutował 10 listopada 1993 roku w wygranym 2:1 spotkaniu eliminacji do Mistrzostw Świata w USA z Norwegią. W 2000 roku na Euro 2000 rozegrał trzy spotkania, w tym dwa grupowe ze Szwecją i z Belgią (2:0) oraz ćwierćinałowy z Portugalią (0:2). Karierę reprezentacyjną zakończył po tym turnieju, a w kadrze Turcji rozegrał łącznie 15 spotkań, w których zdobył jednego gola.

## Kariera trenerska
Po zakończeniu kariery Suat został trenerem. Najpierw szkolił juniorów Galatasaray, by w 2006 roku objąć Gaziantep Büyükşehir Belediyespor, grający w pierwszej lidze. W 2007 roku był szkoleniowcem Ordusporu, a niedługo potem wrócił do Belediyesporu.